# 1,3-二硫杂环丁烷
1,3-二硫杂环丁烷是一种杂环化合物。它是一种无色、结晶、有难闻气味的固体。它于1976年首次通过双(氯甲基)亚砜与硫化钠反应得到1,3-二硫杂环丁烷1-氧化物，然后通过THF-甲硼烷还原来制备。
带有该官能团的化合物的例子包括抗生素头孢替坦和农药丁硫环磷。